# 정사준
정사준(鄭思竣, 1553년 ~ 몰년 미상)은 조선 중기의 무신이다. 본관은 경주, 호는 성은(城隱), 자는 근초(謹初), 전라도 순천 출신이다.
1584년 별시무과에서 을과 급제하였다. 1592년 임진왜란 시기에는 훈련주부로서 이순신 휘하에서 일본군의 종자도총을 참고한 정철총통을 개발했다.
1599년 결성현감으로 재임 중 탐욕스럽다는 탄핵을 받아 파직되었다.

## 같이 보기
- 임진왜란